# Шаманізм у Китаї
Шаманізм у Китаї - комплекс певних явищ у релігійній практиці народів, що існували та існують на території сучасного Китаю. Їх ототожнення із шаманізмом в інших культурах цілком залежить від визначень останнього.
У той час як до шаманізму у Китаї Нового часу існують численні етнографічні свідоцтва, існування цієї практики в основі ранніх державних релігій було запропоновано декількома науковцями китайського походження (К. С. Chang, Julia Ching) Девід Кейтлі та Майкл Пуетт наполягають, що подібні ствердження не достатньо обґрунтовані. 

## Витоки
Уява про наявність шаманізму у давнім Китаї залежить від інтерпретації понять, які теоретично можуть позначати це явище. Найранішими серед них є ву 巫 (ворожиї), чжу 祝 (інвокатори) та ши 尸 (особи, що представляли "втілення" предків у ритуалах). 

Перші дві графеми поєднуються у найранішому китайському тлумачному словнику «Шовень» у єдине роз'яснення: 
Ву - це чжу: жінка, що може прислуговувати тому, що не має форми (巫：祝也。女能事無形) та вживає танок для викликання духів (以舞降神者也). [Ієрогліф] походить від [зображення] людини з двома рукавами, що танцює (象人兩褎舞形).

У свою чергу, словник подає інтерпретацію чжу, поріднену до ву: 
Голова у жертвопринесенні, що промовляє закляття (祝：祭主贊詞者). [Ієрогліф] походить від [зображення] алтаря-ши 示 та людини із ротом (从示从人口). За іншою версією, становить скорочення від дуй 兌. У «Книзі перемін» сказано: «Триграма дуй - від "рота" та "ву" 巫» (一曰从兌省。《易》曰：「兌為口為巫。」).
Обидві графеми зустрічаються вже у найранішому корпусі китайських письменних пам'яток, гадальних написах на кістках та панцерах черепах (14-11 ст. до н.е.).

### Ву
У вжитку ву (близько 20 випадків) у Шан відзначено наступні нюанси:
- Дух, якому створюється жертвопринесення
- Жервопринесення певного виду
- Еквівалент ши 筮 (деревій/milfoil, рослина що вживалася у ворожінні: графема пізніше утворена від ву)
- Особа, можливо виконуюча ворожіння. Ймовірно особисте ім'я
- Територія (згідно Jean Lefeuvre)[2]

Зв'язок між ву та діяльністю ванів (царів) династії Шан (бл. 1600-1046 до н.е.) було досліджено Чень Менцзя (1911-1966). Вчений встановив, що вани Шан виконували функції ву (інвокації, ворожіння, тлумачення снів, викликання дощу, магічні танки), але діяльність ву не була їх виключною прерогативою. Погляди вченого отримали певний вплив теорії Дж.Дж. Фрейзера, який розглядав функції монархів найраніших часів як такі що включали в себе чаклунство. На відміну від наступних дослідників, Чен не проводив аналогії між ву та шаманами.
Одним з перших вчених, що зробили порівняння між шаманами Сибіру та ву був Артур Вейлі (Arthur Waley, 1889-1966).
Описи ву у класичних текстах вказують на їх екзорцистську функцію та маргінальне місце у суспільствах Чжоу.

### Ши
- Shi (personator)[en]

## Екстатизм та спірітуальні мандри
Теми уявних подорожей та містичних пригод, які можливо співвіднести із шаманізмом, з'являються у збірці творів «Чу ци», яку було утворено за часів династії Хань з ранніх матеріалів що походили з південного регіону Китаю. У рівній мірі ці теми також наявні у Чжуан-цзи. Як визначає Пуетт, вони спостерігаються у китайській літературі не раніше 4 ст. до н.е.

## Фаншита пошуки безсмертя
Агенда "викличення духів" наближує до шаманізму практики спеціалістів, які були відомі за назвою фанши 方士 Fangshi. Відомості про них збереглися завдяки їх наближенню до імператорів Цінь Ши-хуана та Хань Ву-ді. На відміну від традиції Хуан-Лао, пов'язаних із диханням та медитацією, фанши наполягали на досягненні безсмертя із допомогою надприродних істот. Критицизм езотеричних прихилень володарів свого часу з точки зору конфуціанства висловив Лу Цзя (240-170 до н.е.) у трактаті «Нові промови».

## Сучасність
За ствердженням Джордана Пейпера, "медіуми, часто пов'язані із місцевими храмами... - повсюдна наявність у народній китайській релігії. Вони розповсюджені (принаймні, були - у середині 20 ст.) від далекої півночі у Маньчжурії до крайнього півдня, Хайнань та Гуандун, а також від східних островів Тайваня до глибокого китайського Заходу. Див. Chinese spirit possession, Tongji (spirit medium). Про випадок перетинання із поп-культурою див. Chow Yam-nam (1937-2013).